# Jules-Verne-Club
Der Jules-Verne-Club ist eine im Jahre 2000 gegründete deutsche literarische Vereinigung mit Sitz in Bremerhaven, die sich mit Leben und Werk des französischen Schriftstellers Jules Verne beschäftigt, insbesondere mit seinem historischen und gegenwärtigen Einfluss auf den deutschen Sprachraum. Der Jules-Verne-Club ist die einzige literarische Vereinigung, die sich schwerpunktmäßig mit der deutschsprachigen Rezeption der Werke Jules Vernes befasst.

## Geschichte und Zielsetzung

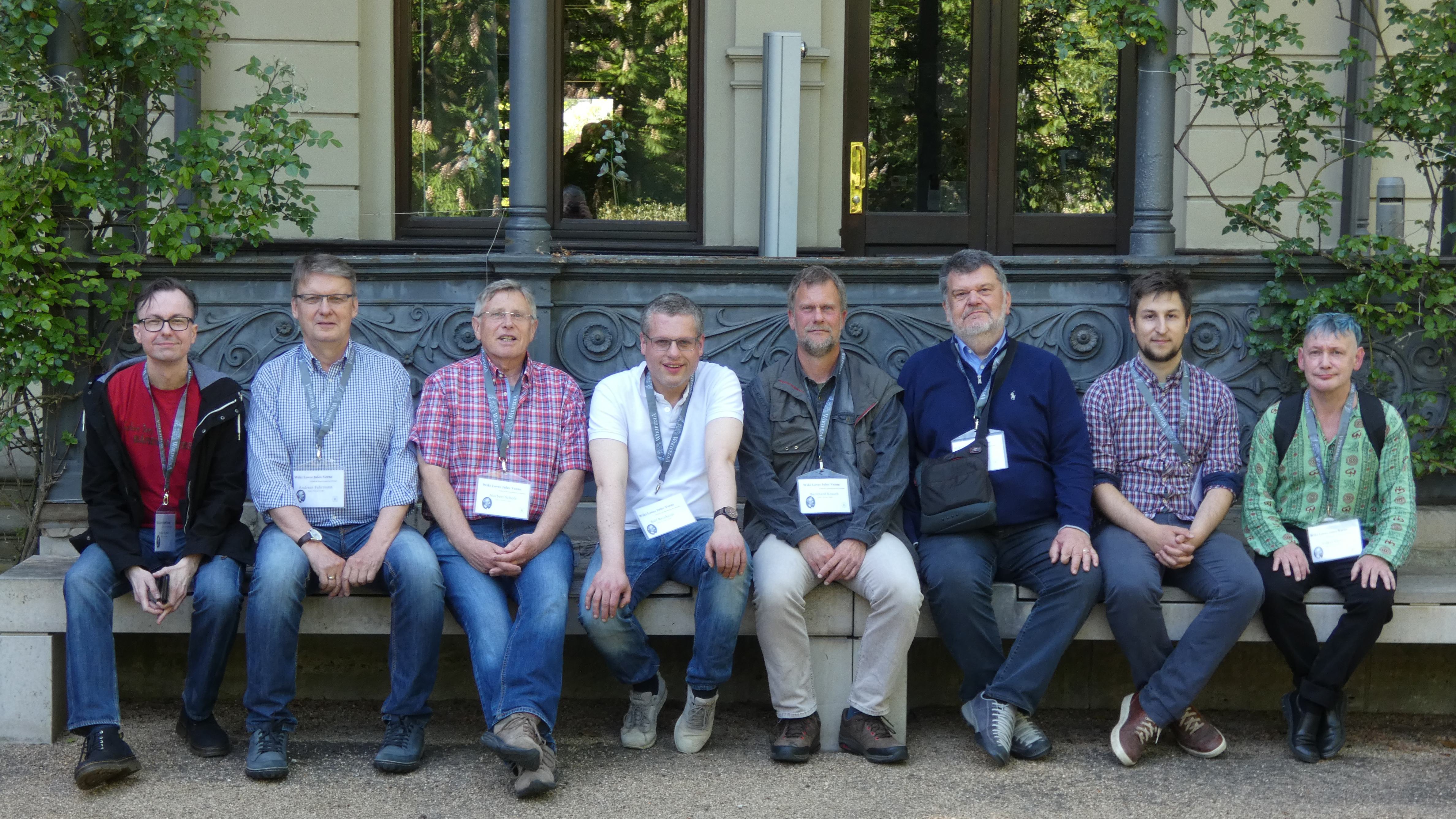
Mitglieder des Jules-Verne-Clubs im Mai 2018 vor dem Haus der Braunschweigischen Stiftungen, anlässlich von Wiki Loves Jules Verne.

Der Jules-Verne-Club wurde im Herbst des Jahres 2000 in Berlin gegründet. In den Anfangsjahren seines Bestehens diente der Club vorrangig als Informationsforum und Plattform für thematische Veranstaltungen und Ausflüge zum Thema Jules Verne. Mit dem Wechsel seines Sitzes nach Bremerhaven im Jahre 2005 verlagerte sich der Schwerpunkt der Tätigkeit zunehmend auf die Herausgabe der Nautilus, eines zweimal im Jahr erscheinenden und in der internationalen Verne-Forschung anerkannten Fachmagazins, sowie auf die Intensivierung der Kooperation mit ausländischen Jules-Verne-Gesellschaften, wie der französischen Société Jules Verne, der North American Jules Verne Society, der Sociedad Hispánica Jules Verne und der niederländischen Jules Verne Genootschap.
Dem Jules-Verne-Club gehören international bekannte Vernianer wie Volker Dehs und Bernhard Krauth (Club-Vorsitzender) an. Mitglied war auch der 2014 verstorbene Wolfgang Thadewald als einer der bedeutendsten deutschsprachigen Kenner der Werke von Jules Verne. Neben der Nautilus erscheinen in unregelmäßigen Abständen Sondereditionen, wie die bibliophilen deutschen Erstübersetzungen von Der Weg nach Frankreich und Der Findling von der Cynthia, sowie die durch den Tod ihres Spiritus rectors unterbrochene Reihe Thadewalds Spaziergänge durch die Vernistik.

## Publikationen

Titelblatt Nautilus, Nr. 26 vom April 2015, mit einem Nachruf auf Wolfgang Thadewald.

- Nautilus – Magazin des Jules-Verne-Clubs. Bremerhaven, Jules-Verne-Club, ISSN 2365-1091 (erscheint halbjährlich, Umfang ca. 56 Seiten).
- Jules Verne: Die beiden Frontignac. Übersetzt von W. Emdenn. Bremerhaven, Jules-Verne-Club 2006 (Erstmalige Neuveröffentlichung seit 1873).
- Jules Verne: Der Weg nach Frankreich. Übersetzt von Gudrun Hermle. Bremerhaven, Jules-Verne-Club 2012 (deutsche Erstausgabe).
- Wolfgang Thadewald (Hrsg.): 150 Jahre Jules Verne. Zeugnisse aus den Anfängen einer Literaturgattung (Thadewalds Spaziergänge durch die Vernistik. Band 1). Langenhagen/Bremerhaven, Jules-Verne-Club 2013.
- Gustav Hofmann: Die Reise nach dem Mond. Nach Jules Verne. (Thadewalds Spaziergänge durch die Vernistik. Band 2). Langenhagen/Bremerhaven, Jules-Verne-Club 2014.
- Wolfgang Thadewald (Hrsg.): Jules Verne im Groschenformat. Heftromane des 19. Jahrhunderts. (Thadewalds Spaziergänge durch die Vernistik. Band 3). Langenhagen/Bremerhaven, Jules-Verne-Club 2015.
- André Laurie und Jules Verne: Der Findling von der Cynthia. Übersetzt von Gerd Frank. Bremerhaven, Jules-Verne-Club 2017 (deutsche Erstausgabe).
- Nautilus – Sonderband Wiki Loves Jules Verne. Bremerhaven, Jules-Verne-Club 2018
- Nautilus Nr. 37 (Sonderband mit Erstübersetzungen seltener Jules-Verne-Texte, u. a. Jédédias Jamet oder die Geschichte einer Erbschaft, Die fröhlichen Leiden dreier Reisender in Skandinavien und Edgard Poe und seine Werke). Jules-Verne-Club, Bremerhaven 2020, ISSN 2365-1091.